# Winfried Kretschmann
Winfried Kretschmann (Spaichingen, 17 maggio 1948) è un politico tedesco del Partito dei Verdi di Germania.
È stato membro del parlamento statale del Baden-Württemberg dal 1980 eletto nella circoscrizione di Nürtingen. Nel 2006 è stato candidato alla posizione di capo del Baden-Württemberg e ugualmente nelle elezioni del 27 marzo 2011. Egli è anche il presidente del gruppo parlamentare del suo partito. 

## Biografia
Kretschmann è cresciuto nell'area rurale del Giura Svevo (parte meridionale del Baden-Württemberg). Dopo la scuola (in Alta Svevia) e il servizio militare, ha studiato per diventare insegnante di biologia e chimica nell'Università di Hohenheim a Stoccarda, laureandosi nel 1977. Dal 1973 al 1975 è stato attivo nella Lega Comunista della Germania Ovest..
Dopo tre anni come insegnante di scuola a Sigmaringen, entrò in politica. Kretschmann è uno dei membri fondatori della sezione di Baden-Württemberg tedesco dei Verdi a Sindelfingen il 30 settembre 1979. 
Nel 1980 è stato per la prima volta eletti nel Landtag, il parlamento dello stato, e il primo passo importante nel partito avvenne con la presidenza del gruppo parlamentare dei verdi dal 1983 al 1985. Nel 1985 lascia Stoccarda per lavorare in Assia presso il ministero dell'ambiente all'epoca diretto per due anni dal collega di partito Joschka Fischer. 
Nel 1988, tornò in Baden-Württemberg, essendo stato rieletto nel parlamento regionale nelle elezioni del 1988. Perse il suo seggio nel 1992 e riprese ad insegnare per i successivi 4 anni. Venne rieletto nel 1996, nel 2001 e nel 2006. Nel 2002, fu nuovamente eletto presidente del gruppo parlamentare del suo partito.
Kretschmann è un cattolico ed appartiene all'ala conservatrice del partito dei Verdi. È sposato con tre figli e vive a Laiz, una parte di Sigmaringen.